# Équipe du Canada féminine de soccer à la Coupe du monde 2019
 (novembre 2019).
Si vous disposez d'ouvrages ou d'articles de référence ou si vous connaissez des sites web de qualité traitant du thème abordé ici, merci de compléter l'article en donnant les références utiles à sa vérifiabilité et en les liant à la section « Notes et références ».
L'équipe du Canada féminine de soccer participe à la Coupe du monde de 2019 organisée en France du 7 juin au 7 juillet 2019. C'est la septième fois en huit éditions que cette équipe participe à la phase finale.
Deuxième lors de la phase de poule avec deux victoires et une défaite, le Canada s'incline en huitième de finale contre la Suède.

## Qualification
Le Canada se qualifie grâce à la deuxième place lors du Championnat féminin de la CONCACAF 2018.

## Préparation

### Maillot
Pendant la Coupe du Monde féminine 2019, l'équipe du Canada porte un maillot confectionné par l'équipementier Nike. Le maillot domicile est rouge alors que le maillot extérieur est blanc.

## Joueuses et encadrement technique
La sélection finale est annoncée le 25 mai 2019.

## Compétition
Pour un article plus général, voir Coupe du monde féminine de football 2019.

### Format et tirage au sort
Les 24 équipes qualifiées pour la Coupe du monde sont réparties en quatre chapeaux de six équipes. Lors du tirage au sort, six groupes de quatre équipes sont formés, les quatre équipes de chaque groupe provenant chacune d'un chapeau différent. Celles-ci s'affrontent une fois chacune : à la fin des trois journées, les deux premiers de chaque groupe sont qualifiés pour les huitièmes de finale, ainsi que les quatre meilleurs troisième de groupe.
Le Canada est placé dans le  chapeau 1. Celui-ci est composé des équipes nord-américaines (États-Unis et Canada) aux côtés de trois européennes (France, Allemagne et Angleterre) et d'un des deux représentants de l'Océanie, l'Australie.
Le tirage donne alors pour adversaires le Cameroun, les Pays-Bas et la Nouvelle-Zélande.

### Premier tour - Groupe E
| Rang | Équipe           | Pts | J | G | N | P | Bp | Bc | Diff |
| ---- | ---------------- | --- | - | - | - | - | -- | -- | ---- |
| 1    | Pays-Bas         | 9   | 3 | 3 | 0 | 0 | 6  | 2  | +4   |
| 2    | Canada           | 6   | 3 | 2 | 0 | 1 | 4  | 2  | +2   |
| 3    | Cameroun         | 3   | 3 | 1 | 0 | 2 | 3  | 5  | -2   |
| 4    | Nouvelle-Zélande | 0   | 3 | 0 | 0 | 3 | 1  | 5  | -4   |

#### Canada - Cameroun
| Match 9            | Canada                 | 1 - 0   | Cameroun                            | Stade de la Mosson, Montpellier                                                  |                                                                                  |
| 10 juin 2019 21:00 | (Beckie ) Buchanan 45e | (1 - 0) |                                     | Spectateurs : 10 710 Arbitrage : Ri Hyang-ok Arbitre vidéo : Massimiliano Irrati | Spectateurs : 10 710 Arbitrage : Ri Hyang-ok Arbitre vidéo : Massimiliano Irrati |
| 10 juin 2019 21:00 |                        | Rapport | 37e Ngo Ndoumbouk · 74e Enganamouit | Spectateurs : 10 710 Arbitrage : Ri Hyang-ok Arbitre vidéo : Massimiliano Irrati | Spectateurs : 10 710 Arbitrage : Ri Hyang-ok Arbitre vidéo : Massimiliano Irrati |

| Canada | Cameroun |

| Canada :              |    |                    |  |     |
|                       |    |                    |  |     |
| Gardien de but        | 1  | Stephanie Labbé    |  |     |
|                       | 10 | Ashley Lawrence    |  |     |
|                       | 3  | Kadeisha Buchanan  |  |     |
|                       | 4  | Shelina Zadorsky   |  |     |
|                       | 2  | Allysha Chapman    |  |     |
|                       | 15 | Nichelle Prince    |  | 75e |
|                       | 11 | Desiree Scott      |  |     |
|                       | 13 | Sophie Schmidt     |  |     |
|                       | 16 | Janine Beckie      |  |     |
|                       | 12 | Christine Sinclair |  |     |
|                       | 17 | Jessie Fleming     |  |     |
| Remplaçantes :        |    |                    |  |     |
|                       | 6  | Deanne Rose        |  | 75e |
| Sélectionneur :       |    |                    |  |     |
| Kenneth Heiner-Møller |    |                    |  |     |

| Cameroun :      |    |                       |     |     |
|                 |    |                       |     |     |
| Gardien de but  | 1  | Annette Ngo Ndom      |     |     |
|                 | 11 | Aurelle Awona         |     |     |
|                 | 2  | Christine Manie       |     |     |
|                 | 6  | Estelle Johnson       |     |     |
|                 | 4  | Yvonne Leuko          |     |     |
|                 | 12 | Claudine Meffometou   |     |     |
|                 | 3  | Ajara Nchout          |     | 67e |
|                 | 8  | Raissa Feudjio        |     |     |
|                 | 10 | Jeannette Yango       |     | 82e |
|                 | 7  | Gabrielle Onguéné     |     |     |
|                 | 19 | Marlyse Ngo Ndoumbouk | 37e | 68e |
| Remplaçantes :  |    |                       |     |     |
|                 | 18 | Henriette Akaba       |     | 67e |
|                 | 17 | Gaëlle Enganamouit    | 74e | 68e |
|                 | 13 | Charlène Meyong       |     | 82e |
| Sélectionneur : |    |                       |     |     |
| Alain Djeumfa   |    |                       |     |     |

| Assistantes : Hong Kum Nyo Kim Kyoung Min Quatrième arbitre : Qin Liang Arbitre vidéo : Massimiliano Irrati Assistants arbitre vidéo : Massey Sian Mohammed Abdulla Mohammed Femme du match : Kadeisha Buchanan |

#### Canada - Nouvelle-Zélande
| Match 22           | Canada                             | 2 – 0   | Nouvelle-Zélande | Stade des Alpes, Grenoble                          |                                                    |
| 15 juin 2019 21:00 | ( Prince) Fleming 48e · Prince 79e | (0 - 0) |                  | Spectateurs : 14 856 Arbitrage : Yoshimi Yamashita | Spectateurs : 14 856 Arbitrage : Yoshimi Yamashita |
| 15 juin 2019 21:00 | Rapport                            |         |                  | Spectateurs : 14 856 Arbitrage : Yoshimi Yamashita | Spectateurs : 14 856 Arbitrage : Yoshimi Yamashita |

| Canada | Nouvelle-Zélande |

| Canada :              |    |                    |  |     |
|                       |    |                    |  |     |
| Gardien de but        | 1  | Stephanie Labbe    |  |     |
|                       | 10 | Ashley Lawrence    |  |     |
|                       | 4  | Shelina Zadorsky   |  |     |
|                       | 3  | Kadeisha Buchanan  |  |     |
|                       | 8  | Jayde Riviere      |  | 75e |
|                       | 16 | Janine Beckie      |  | 83e |
|                       | 13 | Sophie Schmidt     |  |     |
|                       | 11 | Desiree Scott      |  |     |
|                       | 15 | Nichelle Prince    |  | 84e |
|                       | 17 | Jessie Fleming     |  |     |
|                       | 12 | Christine Sinclair |  |     |
| Remplaçantes :        |    |                    |  |     |
|                       | 2  | Allysha Chapman    |  | 75e |
|                       | 5  | Rebecca Quinn      |  | 83e |
|                       | 19 | Adriana Leon       |  | 84e |
| Sélectionneur :       |    |                    |  |     |
| Kenneth Heiner-Møller |    |                    |  |     |

| Nouvelle-Zélande : |    |                 |  |     |
|                    |    |                 |  |     |
| Gardien de but     | 1  | Erin Nayler     |  |     |
|                    | 7  | Ali Riley       |  |     |
|                    | 8  | Abby Erceg      |  |     |
|                    | 6  | Rebekah Stott   |  |     |
|                    | 4  | Catherine Bott  |  | 18e |
|                    | 12 | Betsy Hassett   |  | 85e |
|                    | 14 | Katie Bowen     |  |     |
|                    | 2  | Ria Percival    |  |     |
|                    | 22 | Olivia Chance   |  |     |
|                    | 13 | Rosie White     |  |     |
|                    | 11 | Sarah Gregorius |  | 62e |
| Remplaçantes :     |    |                 |  |     |
|                    | 10 | Annalie Longo   |  | 18e |
|                    | 3  | Anna Green      |  | 62e |
|                    | 9  | Emma Kete       |  | 85e |
| Sélectionneur :    |    |                 |  |     |
| Tom Sermanni       |    |                 |  |     |

| Assistantes : Naomi Teshirogi Makoto Bozono Quatrième arbitre : Kate Jacewicz Arbitre vidéo : José María Sánchez Assistants arbitre vidéo : Kathryn Nesbitt Paweł Gil Femme du match : Jessie Fleming |

#### Pays-Bas - Canada
| Match 33           | Pays-Bas                                               | 2 - 1   | Canada                   | Stade Auguste-Delaune, Reims                                                     |                                                                                  |
| 20 juin 2019 18:00 | ( Spitse) Dekker 54e · ( van Lunteren) Beerensteyn 75e | (0 - 0) | 60e Sinclair ( Lawrence) | Spectateurs : 19 277 Arbitrage : Stéphanie Frappart Arbitre vidéo : Felix Zwayer | Spectateurs : 19 277 Arbitrage : Stéphanie Frappart Arbitre vidéo : Felix Zwayer |
| 20 juin 2019 18:00 | Dekker 23e · Roord 90e                                 | Rapport | 38e Buchanan · 80e Quinn | Spectateurs : 19 277 Arbitrage : Stéphanie Frappart Arbitre vidéo : Felix Zwayer | Spectateurs : 19 277 Arbitrage : Stéphanie Frappart Arbitre vidéo : Felix Zwayer |

| Pays-Bas | Canada |

| Pays-Bas :       |    |                       |     |     |
|                  |    |                       |     |     |
| Gardien de but   | 1  | Sari van Veenendaal   |     |     |
|                  | 2  | Desiree van Lunteren  |     |     |
|                  | 6  | Anouk Dekker          | 23e |     |
|                  | 20 | Dominique Bloodworth  |     |     |
|                  | 4  | Merel van Dongen      |     |     |
|                  | 8  | Sherida Spitse        |     | 70e |
|                  | 10 | Daniëlle van de Donk  |     | 87e |
|                  | 14 | Jackie Groenen        |     |     |
|                  | 7  | Shanice van de Sanden |     |     |
|                  | 9  | Vivianne Miedema      |     |     |
|                  | 11 | Lieke Martens         |     | 70e |
| Remplaçantes :   |    |                       |     |     |
|                  | 19 | Jill Roord            | 90e | 70e |
|                  | 21 | Lineth Beerensteyn    |     | 70e |
|                  | 13 | Renate Jansen         |     | 87e |
| Sélectionneuse : |    |                       |     |     |
| Sarina Wiegman   |    |                       |     |     |

| Canada :              |    |                    |     |     |
|                       |    |                    |     |     |
| Gardien de but        | 1  | Stephanie Labbé    |     |     |
|                       | 10 | Ashley Lawrence    |     |     |
|                       | 3  | Kadeisha Buchanan  | 38e |     |
|                       | 4  | Shelina Zadorsky   |     |     |
|                       | 2  | Allysha Chapman    |     | 69e |
|                       | 17 | Jessie Fleming     |     |     |
|                       | 11 | Desiree Scott      |     | 79e |
|                       | 13 | Sophie Schmidt     |     |     |
|                       | 9  | Jordyn Huitema     |     |     |
|                       | 12 | Christine Sinclair |     | 68e |
|                       | 16 | Janine Beckie      |     |     |
| Remplaçantes :        |    |                    |     |     |
|                       | 19 | Adriana Leon       |     | 68e |
|                       | 8  | Jayde Riviere      |     | 69e |
|                       | 5  | Rebecca Quinn      | 80e | 79e |
| Sélectionneur :       |    |                    |     |     |
| Kenneth Heiner-Møller |    |                    |     |     |

| Assistantes : Manuela Nicolosi Michelle O Neill Quatrième arbitre : Salima Mukansanga Arbitre vidéo : Felix Zwayer Assistants arbitre vidéo : Neuza Back Sascha Stegemann Femme du match : Christine Sinclair |

### Phase à élimination directe

#### Huitième de finale: Suède - Canada
| Match 42           | Suède                       | 1 - 0   | Canada       | Parc des Princes, Paris                                                           |                                                                                   |
| 24 juin 2019 21:00 | ( Asllani) Blackstenius 55e | (0 - 0) |              | Spectateurs : 38 078 Arbitrage : Kate Jacewicz Arbitre vidéo : José Maria Sanchez | Spectateurs : 38 078 Arbitrage : Kate Jacewicz Arbitre vidéo : José Maria Sanchez |
| 24 juin 2019 21:00 | Rolfö 45e · Asllani 68e     | Rapport | 85e Buchanan | Spectateurs : 38 078 Arbitrage : Kate Jacewicz Arbitre vidéo : José Maria Sanchez | Spectateurs : 38 078 Arbitrage : Kate Jacewicz Arbitre vidéo : José Maria Sanchez |

| Suède | Canada |

| Suède :           |    |                    |     |       |
|                   |    |                    |     |       |
| Gardien de but    | 1  | Hedvig Lindahl     |     |       |
|                   | 4  | Hanna Glas         |     |       |
|                   | 5  | Nilla Fischer      |     |       |
|                   | 3  | Linda Sembrant     |     |       |
|                   | 6  | Magdalena Eriksson |     |       |
|                   | 23 | Elin Rubensson     |     | 79e   |
|                   | 9  | Kosovare Asllani   | 68e |       |
|                   | 17 | Caroline Seger     |     |       |
|                   | 10 | Sofia Jakobsson    |     |       |
|                   | 11 | Stina Blackstenius |     | 90+4e |
|                   | 18 | Fridolina Rolfö    | 45e | 89e   |
| Remplaçantes :    |    |                    |     |       |
|                   | 15 | Nathalie Björn     |     | 79e   |
|                   | 8  | Lina Hurtig        |     | 89e   |
|                   | 19 | Anna Anvegård      |     | 90+4e |
| Sélectionneur :   |    |                    |     |       |
| Peter Gerhardsson |    |                    |     |       |

| Canada :              |    |                    |     |     |
|                       |    |                    |     |     |
| Gardien de but        | 1  | Stephanie Labbé    |     |     |
|                       | 10 | Ashley Lawrence    |     |     |
|                       | 3  | Kadeisha Buchanan  | 85e |     |
|                       | 4  | Shelina Zadorsky   |     |     |
|                       | 2  | Allysha Chapman    |     | 84e |
|                       | 15 | Nichelle Prince    |     | 64e |
|                       | 11 | Desiree Scott      |     |     |
|                       | 13 | Sophie Schmidt     |     |     |
|                       | 16 | Janine Beckie      |     | 84e |
|                       | 12 | Christine Sinclair |     |     |
|                       | 17 | Jessie Fleming     |     |     |
| Remplaçantes :        |    |                    |     |     |
|                       | 19 | Adriana Leon       |     | 64e |
|                       | 8  | Jayde Riviere      |     | 84e |
|                       | 5  | Rebecca Quinn      |     | 84e |
| Sélectionneur :       |    |                    |     |     |
| Kenneth Heiner-Møller |    |                    |     |     |

| Assistantes : Kathryn Nesbitt Felisha Mariscal Quatrième arbitre : Sandra Braz Arbitre vidéo : Jose Maria Sanchez Assistants arbitre vidéo : Manuela Nicolosi Paolo Valeri Femme du Match : Hedvig Lindahl |

## Temps de jeu
| Joueuses           |            |            |            |            | TT         | But inscrit | Passe décisive | MJ         | MT         | Légende |
| ------------------ | ---------- | ---------- | ---------- | ---------- | ---------- | ----------- | -------------- | ---------- | ---------- | --- |
| Gardiennes         | Gardiennes | Gardiennes | Gardiennes | Gardiennes | Gardiennes | Gardiennes  | Gardiennes     | Gardiennes | Gardiennes | Abréviations et symboles : TT : Total de minutes jouées MJ : Nombre de matchs joués MT : Matchs joués en tant que titulaire : but : passe décisive : joueuse entrée : joueuse remplacée : capitaine : carton jaune : carton rouge |
| Stéphanie Labbé    | 90         | 90         | 90         | 90         | 360        | -           | -              | 4          | 4          | Abréviations et symboles : TT : Total de minutes jouées MJ : Nombre de matchs joués MT : Matchs joués en tant que titulaire : but : passe décisive : joueuse entrée : joueuse remplacée : capitaine : carton jaune : carton rouge |
| Kailen Sheridan    | -          | -          | -          | -          | -          | -           | -              | -          | -          | Abréviations et symboles : TT : Total de minutes jouées MJ : Nombre de matchs joués MT : Matchs joués en tant que titulaire : but : passe décisive : joueuse entrée : joueuse remplacée : capitaine : carton jaune : carton rouge |
| Sabrina D'Angelo   | -          | -          | -          | -          | -          | -           | -              | -          | -          | Abréviations et symboles : TT : Total de minutes jouées MJ : Nombre de matchs joués MT : Matchs joués en tant que titulaire : but : passe décisive : joueuse entrée : joueuse remplacée : capitaine : carton jaune : carton rouge |
| Défenseures        |            |            |            |            |            |             |                |            |            | Abréviations et symboles : TT : Total de minutes jouées MJ : Nombre de matchs joués MT : Matchs joués en tant que titulaire : but : passe décisive : joueuse entrée : joueuse remplacée : capitaine : carton jaune : carton rouge |
| Allysha Chapman    | 90         | 15         | 69         | 84         | 258        | -           | -              | 4          | 3          | Abréviations et symboles : TT : Total de minutes jouées MJ : Nombre de matchs joués MT : Matchs joués en tant que titulaire : but : passe décisive : joueuse entrée : joueuse remplacée : capitaine : carton jaune : carton rouge |
| Kadeisha Buchanan  | 90         | 90         | 90         | 90         | 360        | 1           | -              | 4          | 4          | Abréviations et symboles : TT : Total de minutes jouées MJ : Nombre de matchs joués MT : Matchs joués en tant que titulaire : but : passe décisive : joueuse entrée : joueuse remplacée : capitaine : carton jaune : carton rouge |
| Shelina Zadorsky   | 90         | 90         | 90         | 90         | 360        | -           | -              | 4          | 4          | Abréviations et symboles : TT : Total de minutes jouées MJ : Nombre de matchs joués MT : Matchs joués en tant que titulaire : but : passe décisive : joueuse entrée : joueuse remplacée : capitaine : carton jaune : carton rouge |
| Rebecca Quinn      | -          | 7          | 11         | 6          | 24         | -           | -              | 3          | -          | Abréviations et symboles : TT : Total de minutes jouées MJ : Nombre de matchs joués MT : Matchs joués en tant que titulaire : but : passe décisive : joueuse entrée : joueuse remplacée : capitaine : carton jaune : carton rouge |
| Jayde Riviere      | -          | 75         | 21         | 6          | 102        | -           | -              | 3          | 1          | Abréviations et symboles : TT : Total de minutes jouées MJ : Nombre de matchs joués MT : Matchs joués en tant que titulaire : but : passe décisive : joueuse entrée : joueuse remplacée : capitaine : carton jaune : carton rouge |
| Ashley Lawrence    | 90         | 90         | 90         | 90         | 360        | -           | 1              | 4          | 4          | Abréviations et symboles : TT : Total de minutes jouées MJ : Nombre de matchs joués MT : Matchs joués en tant que titulaire : but : passe décisive : joueuse entrée : joueuse remplacée : capitaine : carton jaune : carton rouge |
| Shannon Woeller    | -          | -          | -          | -          | -          | -           | -              | -          | -          | Abréviations et symboles : TT : Total de minutes jouées MJ : Nombre de matchs joués MT : Matchs joués en tant que titulaire : but : passe décisive : joueuse entrée : joueuse remplacée : capitaine : carton jaune : carton rouge |
| Lindsay Agnew      | -          | -          | -          | -          | -          | -           | -              | -          | -          | Abréviations et symboles : TT : Total de minutes jouées MJ : Nombre de matchs joués MT : Matchs joués en tant que titulaire : but : passe décisive : joueuse entrée : joueuse remplacée : capitaine : carton jaune : carton rouge |
| Jenna Hellstrom    | -          | -          | -          | -          | -          | -           | -              | -          | -          | Abréviations et symboles : TT : Total de minutes jouées MJ : Nombre de matchs joués MT : Matchs joués en tant que titulaire : but : passe décisive : joueuse entrée : joueuse remplacée : capitaine : carton jaune : carton rouge |
| Milieux            |            |            |            |            |            |             |                |            |            | Abréviations et symboles : TT : Total de minutes jouées MJ : Nombre de matchs joués MT : Matchs joués en tant que titulaire : but : passe décisive : joueuse entrée : joueuse remplacée : capitaine : carton jaune : carton rouge |
| Julia Grosso       | -          | -          | -          | -          | -          | -           | -              | -          | -          | Abréviations et symboles : TT : Total de minutes jouées MJ : Nombre de matchs joués MT : Matchs joués en tant que titulaire : but : passe décisive : joueuse entrée : joueuse remplacée : capitaine : carton jaune : carton rouge |
| Desiree Scott      | 90         | 90         | 79         | 90         | 349        | -           | -              | 4          | 4          | Abréviations et symboles : TT : Total de minutes jouées MJ : Nombre de matchs joués MT : Matchs joués en tant que titulaire : but : passe décisive : joueuse entrée : joueuse remplacée : capitaine : carton jaune : carton rouge |
| Sophie Schmidt     | 90         | 90         | 90         | 90         | 360        | -           | -              | 4          | 4          | Abréviations et symboles : TT : Total de minutes jouées MJ : Nombre de matchs joués MT : Matchs joués en tant que titulaire : but : passe décisive : joueuse entrée : joueuse remplacée : capitaine : carton jaune : carton rouge |
| Gabrielle Carle    | -          | -          | -          | -          | -          | -           | -              | -          | -          | Abréviations et symboles : TT : Total de minutes jouées MJ : Nombre de matchs joués MT : Matchs joués en tant que titulaire : but : passe décisive : joueuse entrée : joueuse remplacée : capitaine : carton jaune : carton rouge |
| Jessie Fleming     | 90         | 90         | 90         | 90         | 360        | 1           | -              | 4          | 4          | Abréviations et symboles : TT : Total de minutes jouées MJ : Nombre de matchs joués MT : Matchs joués en tant que titulaire : but : passe décisive : joueuse entrée : joueuse remplacée : capitaine : carton jaune : carton rouge |
| Attaquantes        |            |            |            |            |            |             |                |            |            | Abréviations et symboles : TT : Total de minutes jouées MJ : Nombre de matchs joués MT : Matchs joués en tant que titulaire : but : passe décisive : joueuse entrée : joueuse remplacée : capitaine : carton jaune : carton rouge |
| Deanne Rose        | 15         | -          | -          | -          | 15         | -           | -              | 1          | -          | Abréviations et symboles : TT : Total de minutes jouées MJ : Nombre de matchs joués MT : Matchs joués en tant que titulaire : but : passe décisive : joueuse entrée : joueuse remplacée : capitaine : carton jaune : carton rouge |
| Jordyn Huitema     | -          | -          | 90         | -          | 90         | -           | -              | 1          | 1          | Abréviations et symboles : TT : Total de minutes jouées MJ : Nombre de matchs joués MT : Matchs joués en tant que titulaire : but : passe décisive : joueuse entrée : joueuse remplacée : capitaine : carton jaune : carton rouge |
| Christine Sinclair | 90         | 90         | 68         | 90         | 338        | 1           | -              | 4          | 4          | Abréviations et symboles : TT : Total de minutes jouées MJ : Nombre de matchs joués MT : Matchs joués en tant que titulaire : but : passe décisive : joueuse entrée : joueuse remplacée : capitaine : carton jaune : carton rouge |
| Nichelle Prince    | 75         | 84         | -          | 64         | 223        | 1           | 1              | 3          | 3          | Abréviations et symboles : TT : Total de minutes jouées MJ : Nombre de matchs joués MT : Matchs joués en tant que titulaire : but : passe décisive : joueuse entrée : joueuse remplacée : capitaine : carton jaune : carton rouge |
| Janine Beckie      | 90         | 83         | 90         | 84         | 347        | -           | 1              | 4          | 4          | Abréviations et symboles : TT : Total de minutes jouées MJ : Nombre de matchs joués MT : Matchs joués en tant que titulaire : but : passe décisive : joueuse entrée : joueuse remplacée : capitaine : carton jaune : carton rouge |
| Adriana Leon       | -          | 6          | 22         | 26         | 54         | -           | -              | 3          | -          | Abréviations et symboles : TT : Total de minutes jouées MJ : Nombre de matchs joués MT : Matchs joués en tant que titulaire : but : passe décisive : joueuse entrée : joueuse remplacée : capitaine : carton jaune : carton rouge |
| Total              |            |            |            |            |            |             |                |            |            | Abréviations et symboles : TT : Total de minutes jouées MJ : Nombre de matchs joués MT : Matchs joués en tant que titulaire : but : passe décisive : joueuse entrée : joueuse remplacée : capitaine : carton jaune : carton rouge |
| Équipe du Canada   | 90         | 90         | 90         | 90         | 360        | 4           | 3              | 4          | -          | Abréviations et symboles : TT : Total de minutes jouées MJ : Nombre de matchs joués MT : Matchs joués en tant que titulaire : but : passe décisive : joueuse entrée : joueuse remplacée : capitaine : carton jaune : carton rouge |

### Autres références
1. ↑  « Les Américaines gardent l'appétit. », sur Fédération internationale de football association (consulté le 18 octobre 2018)
2. ↑  « Coupe du monde féminine. Découvrez tous les maillots des équipes en lice », sur ouest-france.fr, 3 juin 2019 (consulté le 30 juin 2019).
3. ↑  « Coupe du monde 2019 : la liste des 23 Canadiennes », sur L'Équipe, 25 mai 2019 (consulté le 25 mai 2019).